# Wally Cassell
Wally Cassell, nome d'arte di Oswaldo Silvestri Trippilini Rolando Vincenza Castellano (Agrigento, 3 marzo 1912 – Palm Desert, 2 aprile 2015), è stato un attore italiano naturalizzato statunitense.

## Biografia
Di origini siciliane, figlio di Luigi e Luisa Castellano, all'età di due anni (nel 1916) i suoi genitori emigrarono a Brooklyn, New York City. Da giovane iniziò la carriera artistica dapprima come ballerino, ma la abbandonò presto per concentrarsi sulla recitazione. Nel 1942 debuttò come attore cinematografico, inizialmente in piccoli ruoli e il più delle volte non accreditato. Fu Mickey Rooney (con il quale lavorò nel film noir Sabbie mobili) a suggerirgli di adottare il nome d'arte di Wally Cassell e di sostenere un provino con la Metro Goldwyn Mayer. Firmato il contratto con la mayor hollywoodiana, partecipò complessivamente ad una cinquantina di pellicole, perplopiù in western e in film di gangsters, fino al 1960.
In televisione apparve come guest star in una trentina di serial dal 1953 al 1964, tra i quali si ricordano Letter to Loretta, Gunsmoke, nell'episodio pilota e nel primo episodio de Gli intoccabili, dove impersonava Phil D'Andrea, Gli uomini della prateria (1960) e The Beverly Hillbillies (1963). Impersonò il pistolero Luke Short in Stories of the Century (1954) e Johnny French in Rescue 8 (1958). Nel 1963 ebbe l'unica sua esperienza come attore teatrale, recitando nel lavoro No Bed of Roses di Michael Kalmanoff accanto a Gail Manners, diretto da Ruth Bailey e Paul Rutledge. Ritiratosi dall'attività artistica nel 1964, divenne un uomo d'affari di successo.
Sposato dal 30 agosto 1947 con l'attrice e cantante Marcy McGuire (unione che durerà 67 anni) ebbe da lei due figli dei quali una, Cindy Cassell, intraprese la carriera artistica a 13 anni impersonando il ruolo di Pony Hutchinson nel film prodotto dalla Walt Disney Emil e i detectives (1964).
Wally Cassell morì nell'aprile 2015 a Palm Desert, in California, all'età di 103 anni.

## Filmografia

### Cinema

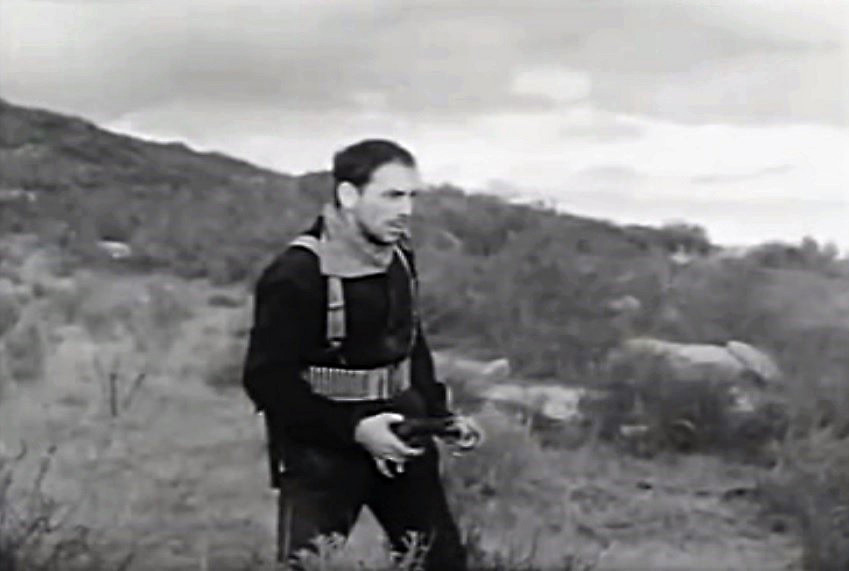
Wally Cassell in una scena di La trappola degli indiani (1951)

- Follia scatenata (Fingers at the Window), regia di Charles Lederer (1942)
- Dr. Gillespie's New Assistant, regia di Willis Goldbeck (1942)
- Forzate il blocco (Stand By for Action), regia di Robert Z. Leonard (1942)
- La commedia umana (The Human Comedy), regia di Clarence Brown (1943)
- Presenting Lily Mars, regia di Norman Taurog (1943)
- Pilot No. 5, regia di George Sidney (1943)
- Il difensore di Manila (Salute to the Marines), regia di S. Sylvan Simon (1943)
- La parata delle stelle (Thousands Cheer), regia di George Sidney (1943)
- Swing Fever, regia di Tim Whelan (1943)
- Maisie Goes to Reno, regia di Harry Beaumont (1944)
- Missione segreta (Thirty Seconds Over Tokyo), regia di Mervyn LeRoy (1944)
- L'uomo ombra torna a casa (The Thin Man Goes Home), regia di Richard Thorpe (1944)
- Gran Premio (National Velvet), regia di Clarence Brown (1944)
- Marisa (Music for Millions), regia di Henry Koster (1944)
- Main Street After Dark, regia di Edward L. Cahn (1945)
- L'ora di New York (The Clock), regia di Vincente Minnelli (1945)
- Il figlio di Lassie (Son of Lassie), regia di S. Sylvan Simon (1945)
- Dangerous Partners, regia di Edward L. Cahn (1945)
- I forzati della gloria (Story of G.I. Joe), regia di William A. Wellman (1945)
- Due marinai e una ragazza (Canta che ti passa) (Anchors Aweigh), regia di George Sidney (1945)
- Il postino suona sempre due volte (The Postman Always Rings Twice), regia di Tay Garnett (1946)
- Bascomb il mancino (Bad Bascomb), regia di S. Sylvan Simon (1946)
- Gallant Bess, regia di Andrew Marton (1946)
- La donna di fuoco (Ramrod), regia di André De Toth (1947)
- The Guilty, regia di John Reinhardt (1947)
- Pugno di ferro (Killer McCoy), regia di Roy Rowland (1947)
- Saigon, regia di Leslie Fenton (1948)
- Summer Holiday, regia di Rouben Mamoulian (1948)
- La lunga attesa (Homecoming), regia di Mervyn LeRoy (1948)
- Gli amori di Carmen (The Loves of Carmen), regia di Charles Vidor (1948)
- Giovanna d'Arco (Joan of Arc), regia di Victor Fleming (1948)
- Streets of San Francisco, regia di George Blair (1949)
- Stanotte sorgerà il sole (We Were Strangers), regia di John Huston (1949)
- Caccia all'uomo nell'artide (Arctic Manhunt), regia di Ewing Scott (1949)
- La furia umana (White Heat), regia di Raoul Walsh (1949)
- Iwo Jima, deserto di fuoco (Sands of Iwo Jima), regia di Allan Dwan (1949)
- Sabbie mobili (Quicksand), regia di Irving Pichel (1950)
- La banda dei tre stati (Highway 301), regia di Andrew L. Stone (1950)
- I lancieri del Dakota (Oh! Susanna), regia di Joseph Kane (1951)
- La trappola degli indiani (Little Big Horn), regia di Charles Marquis Warren (1951)
- Nagasaki (The Wild Blue Yonder), regia di Allan Dwan (1951)
- Sound Off, regia di Richard Quine (1952)
- Il pugilatore di Sing Sing (Breakdown), regia di Edmond Angelo (1952)
- Operazione Z (One Minute to Zero), regia di Tay Garnett (1952)
- Aquile tonanti (Thunderbirds), regia di John H. Auer (1952)
- Il giustiziere (Law and Order), regia di Nathan Juran (1953)
- La città che non dorme (City That Never Sleeps), regia di John H. Auer (1953)
- L'indiana bianca (The Charge at Feather River), regia di Gordon Douglas (1953)
- L'isola nel cielo (Island in the Sky), regia di William A. Wellman (1953)
- La principessa del Nilo (Princess of the Nile), regia di Harmon Jones (1954)
- Timberjack, regia di Joseph Kane (1955)
- Paris Follies of 1956, regia di Leslie Goodwins (1955)
- Colpo proibito (The Come On), regia di Russell Birdwell (1956)
- Wetbacks, regia di Hank McCune (1956)
- I gangster non perdonano (Accused of Murder), regia di Joseph Kane (1956)
- Quattro donne aspettano (Until They Sail), regia di Robert Wise (1957)
- La vita di un gangster (I Mobster), regia di Roger Corman (1958)
- F.B.I. contro Al Capone (The Scarface Mob), regia di Phil Karlson (1959)
- Ragazzi di provincia (The Rat Race), regia di Garson Kanin (1960)

### Televisione
- Mr. & Mrs. North - serie TV, 3 episodi (1952-1954)
- I'm the Law – serie TV, un episodio (1953)
- Waterfront – serie TV, un episodio (1954)
- The Lone Wolf – serie TV, un episodio (1954)
- Fireside Theatre – serie TV, un episodio (1954)
- The George Burns and Gracie Allen Show – serie TV, un episodio (1954)
- Treasury Men in Action – serie TV, un episodio (1954)
- Stories of the Century – serie TV, un episodio (1955)
- Letter to Loretta – serie TV, un episodio (1955)
- TV Reader's Digest – serie TV, episodio 1x15 (1955)
- Front Row Center – serie TV, un episodio (1955)
- Crossroads – serie TV, episodio 1x03 (1955)
- Navy Log – serie TV, episodio 1x16 (1956)
- Schlitz Playhouse of Stars – serie TV, un episodio (1956)
- Gunsmoke - serie TV, episodio 1x26 (1956)
- Ethel Barrymore Theatre – serie TV, un episodio (1956)
- Date with the Angels – serie TV, un episodio (1957)
- The Walter Winchell File – serie TV, un episodio (1958)
- Colt .45 – serie TV, un episodio (1958)
- The Silent Service – serie TV, un episodio (1958)
- The Ann Sothern Show – serie TV, un episodio (1958)
- The Lineup – serie TV, 2 episodi (1958-1959)
- Westinghouse Desilu Playhouse – serie TV, episodi 1x20-1x21 (1959)
- Avventure in elicottero (Whirlybirds) – serie TV, 2 episodi (1959)
- Rescue 8 – serie TV, episodio 1x36 (1959)
- Gli intoccabili (The Untouchables) – serie TV, 2 episodi (1959)
- Flight – serie TV, episodio 1x33 (1959)
- Tightrope – serie TV, episodio 1x23 (1960)
- Gli uomini della prateria (Rawhide) – serie TV, un episodio (1960)
- Alcoa Presents: One Step Beyond – serie TV, un episodio (1961)
- The Blue Angels – serie TV, un episodio (1961)
- The Case of the Dangerous Robin – serie TV, un episodio (1961)
- 87ª squadra (87th Precinct) – serie TV, un episodio (1961)
- The Beverly Hillbillies – serie TV, un episodio (1963)

## Doppiatori italiani
Nelle versioni italiane dei suoi film, Wally Cassell è stato doppiato da:
- Carlo Romano in I forzati della gloria, Saigon, La principessa del Nilo
- Gianfranco Bellini in Colpo proibito, Quattro donne aspettano
- Stefano Sibaldi in Iwo Jima deserto di fuoco
- Giuseppe Rinaldi in La furia umana
- Adolfo Geri in Stanotte sorgerà il sole